# Персијски јелен лопатар
Персијски јелен лопатар (лат. Dama mesopotamica) је сисар из реда папкара (Artiodactyla) и породице јелена (Cervidae).

## Распрострањење
Ареал персијског јелена лопатара је раније обухватао већи број држава. Врста је сада присутна само у резерватима у Ирану, а изумрла је у Турској, Ираку, Тунису, Јордану, Либану, Палестини, Израелу и Сирији.

## Станиште
Станиште врсте су шуме. 

## Угроженост
Ова врста се сматра угроженом.